# Wurthfleth (Hagen im Bremischen)

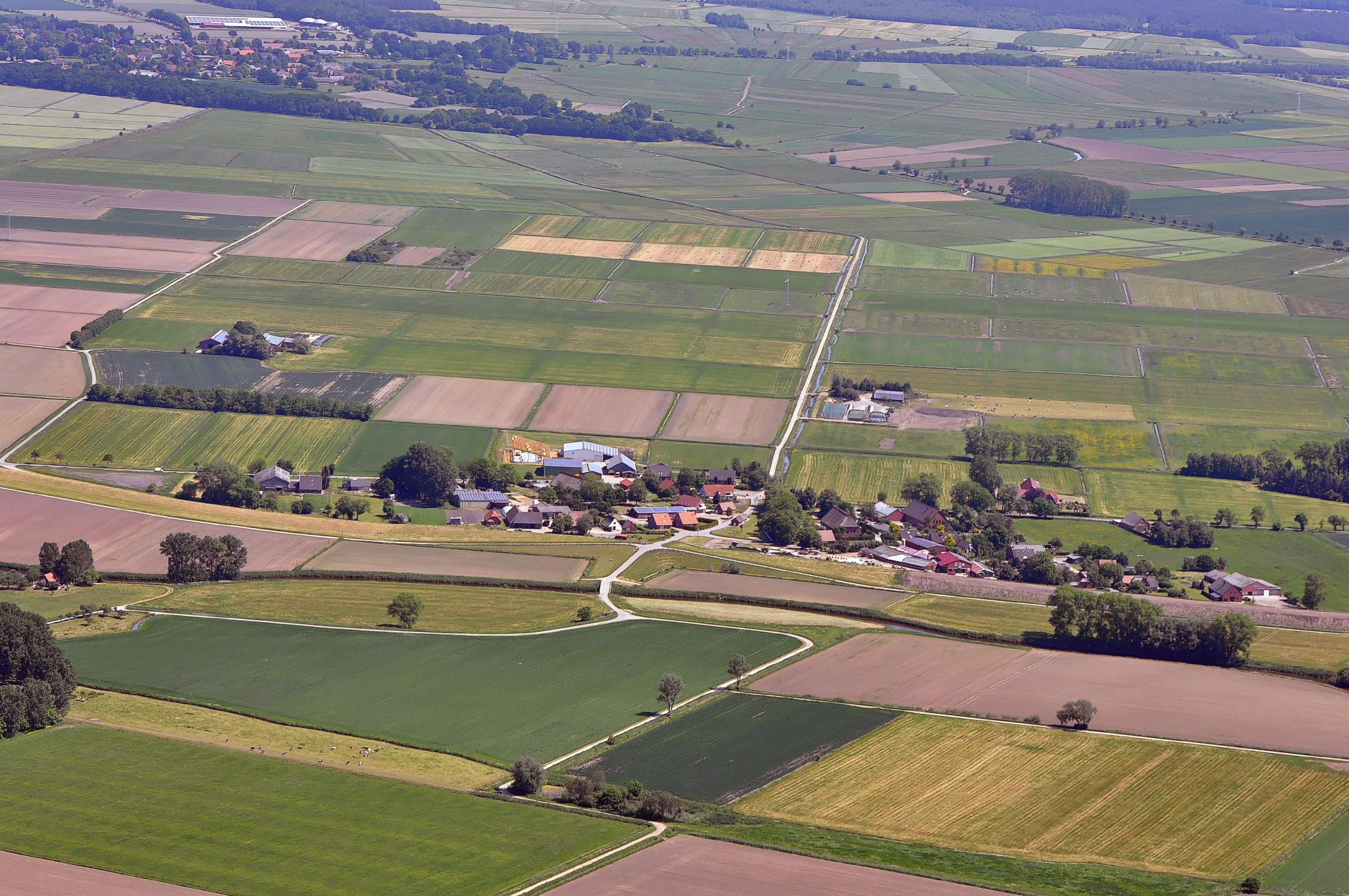
Luftaufnahme 2012

Wurthfleth (niederdeutsch Wortfleet) ist eine Ortschaft in der Einheitsgemeinde Hagen im Bremischen im niedersächsischen Landkreis Cuxhaven.

## Geografie

### Lage
Wurthfleth liegt zwischen den Städten Bremerhaven und Bremen. Die Ortschaft befindet sich im südwestlichen Teil der Einheitsgemeinde Hagen im Bremischen.

### Ortsgliederung
- Rechtebe
- Wurthfleth (Kernort)

### Nachbarorte
|                                   | Wersabe                                     |         |
|                                   | Kompassrose, die auf Nachbargemeinden zeigt | Uthlede |
| Schwanewede (Landkreis Osterholz) |                                             |         |

(Quelle:)

## Geschichte

### Eingemeindungen
Am 1. August 1929 wurde die zuvor selbständige Gemeinde Rechtebe in die Gemeinde Wurthfleth eingemeindet.
Nach § 7 des Gesetzes zur Neugliederung der Gemeinden im Raum Bremervörde vom 13. Juni 1973 (Nds. GVBl. S. 183) wurde die zuvor eigenständige Gemeinde Wurthfleth im Zuge der Gebietsreform in Niedersachsen, die am 1. März 1974 stattfand, in die Gemeinde Sandstedt eingegliedert, die zuvor Flächen westlich der Weser an die Gemeinden Rodenkirchen, Ovelgönne und Schwanewede abgegeben und dafür Flächen der Stadt Brake (Unterweser) östlich der Weser erhalten hatte.
Die Samtgemeinde Hagen entstand zum 1. Januar 1970 und umfasste mit Sandstedt zunächst 16 Gemeinden. Zur genannten Gebietsreform im Jahre 1974 wurde die Anzahl der Gemeinden durch Eingliederungen auf 6 reduziert.
Im Juni 2013 wurde beschlossen, die Samtgemeinde Hagen zum 1. Januar 2014 aufzulösen und aus ihrem Gebiet die Einheitsgemeinde Hagen im Bremischen mit seinen 16 Ortschaften zu bilden.

### Einwohnerentwicklung
| Jahr      | 1910  | 1925  | 1933  | 1939  | 1950  | 1956  | 1973  | 2017  |
| --------- | ----- | ----- | ----- | ----- | ----- | ----- | ----- | ----- |
| Einwohner | 284 ¹ | 187 ² | 291   | 301   | 397   | 304   | 235   | 223   |
| Quelle    | [ 6 ] | [ 7 ] | [ 7 ] | [ 7 ] | [ 8 ] | [ 8 ] | [ 9 ] | [ 1 ] |

¹ das 1929 eingemeindete Rechtebe (= 88 Einwohner) mit einberechnet

² das 1929 eingemeindete Rechtebe (= ohne Einwohnerangabe) mit einberechnet
|  |

## Politik

### Gemeinderat und Bürgermeister
Auf kommunaler Ebene wird die Ortschaft Wurthfleth vom Rat der Gemeinde Hagen im Bremischen vertreten.

### Ortsvorsteher
Der Ortsvorsteher von Wurthfleth ist Lothar Becker (CDU). Die Amtszeit läuft von 2016 bis 2021.

### Wappen
Der Entwurf des Kommunalwappens von Wurthfleth stammt von dem Heraldiker und Wappenmaler Albert de Badrihaye, der zahlreiche Wappen im Landkreis Cuxhaven erschaffen hat.
| Wappen von Wurthfleth | Blasonierung: „In Silber über grünem, mit silbernem Wellenband belegten Dreiberg ein blaues Spatenblatt.“ |
| Wappen von Wurthfleth | Wappenbegründung: Das Wappen erinnert an die Deutung des Ortsnamens als Wurt am Fleet. Der Dreiberg weist auf die Wurt hin, das Spatenblatt auf das wichtigste Gerät beim Aufwerfen von Wurten und das Wellenband auf das Fleet, den ehemaligen Kograben. |

## Vereine und Verbände
- Freiwillige Feuerwehr Uthlede/Wurthfleth

## Persönlichkeiten
Söhne und Töchter des Ortes
- Engelbert Johann von Bardenfleth (1667–1738), Regierungsrat, Gutsbesitzer und Oberdeichgraf, im eingemeindeten Rechtebe geboren